# Jacques-Philippe de Choiseul

Stemma di famiglia.

Jacques-Philippe de Choiseul, conte, poi duca di Stainville (Lunéville, 24 dicembre 1727 – Strasburgo, 30 maggio 1789), è stato un generale francese, maresciallo di Francia dal 1783.

## Biografia
Era il terzo figlio di François Joseph de Choiseul, marchese di Stainville, e di Françoise Louise marchesa di Bassompierre.
Suo fratello maggiore, Étienne François, dopo una brillante carriera militare, divenne ministro della Guerra di Luigi XV, poi ministro degli Affari esteri.
Durante la giovinezza servì nelle truppe imperiali di Boemia ed Ungheria, divenendo ben presto capitano, quindi colonnello al servizio dell'imperatrice Maria Teresa d'Austria; passò quindi (1760) al servizio della Francia col grado di tenente generale, combattendo nella guerra dei sette anni a Korbach, prese quindi Ziegelheim ed impedì ai prussiani di impadronirsi del castello di Marburgo.
Fu nominato nel mese di marzo del 1761 ispettore comandante del reggimento dei granatieri di Francia, quindi ispettore generale della fanteria; destinato all'Armata di Germania, costrinse i prussiani ad abbandonare le alture di Stangerode: con 1.500 uomini catturò tre cannoni, 19 bandiere e fece 2.000 prigionieri. Ciò, al ritorno in Francia, gli valse la nomina a cavaliere dell'Ordine di San Luigi (26 aprile 1761). Destinato poi all'Armata dell'Alto Reno, nella medesima campagna conseguì numerosi altri successi.
Fu creato maresciallo di Francia il 13 giugno 1783, cavaliere dell'Ordine del Re e duca nel 1786.
Dal matrimonio con Thomase Thérèse de Clermont (3 aprile 1761) nacquero due figlie: Marie-Stéphanie, sposata a Claude-Antoine-Gabriel conte di Choiseul, e Thérèse Fèlicité, sposata a Joseph Marie Jérôme Honoré Grimaldi, principe di Monaco.